# Monoftongizace diftongů v praslovanštině
Monoftongizace diftongů byla fonetická změna praslovanštiny, způsobená asi tendencí k progresivní sonoritě slabik. 
Diftongy (dvojhlásky) se změnily na monoftongy (jednohlásky).
Změna spočívala v přechodu eɪ̯ na i, oɪ̯ na ě a pravděpodobně také i, oṷ a eṷ na u před souhláskami a na konci slova.
Například:
- kreɪ̯vъ > krivъ (křivý)

- snoɪ̯gъ > sněgъ (sníh)

- soṷxъ > suxъ (suchý)

Většina vědců datuje tento proces 5. až 6. stoletími n. l. 
Monoftongizace diftongů byla jedna z klíčových událostí v dějinách praslovanštiny. Změnila fonologický systém, způsobila druhou palatalizaci, zvláště ovlivnila morfologii.